# Blancoa (spinnen)
Blancoa is een geslacht van spinnen uit de familie trilspinnen (Pholcidae).

## Soorten
Het geslacht kent de volgende soorten:
- Blancoa guacharo Huber, 2000
- Blancoa piacoa Huber, 2000